# Andreas Jacke

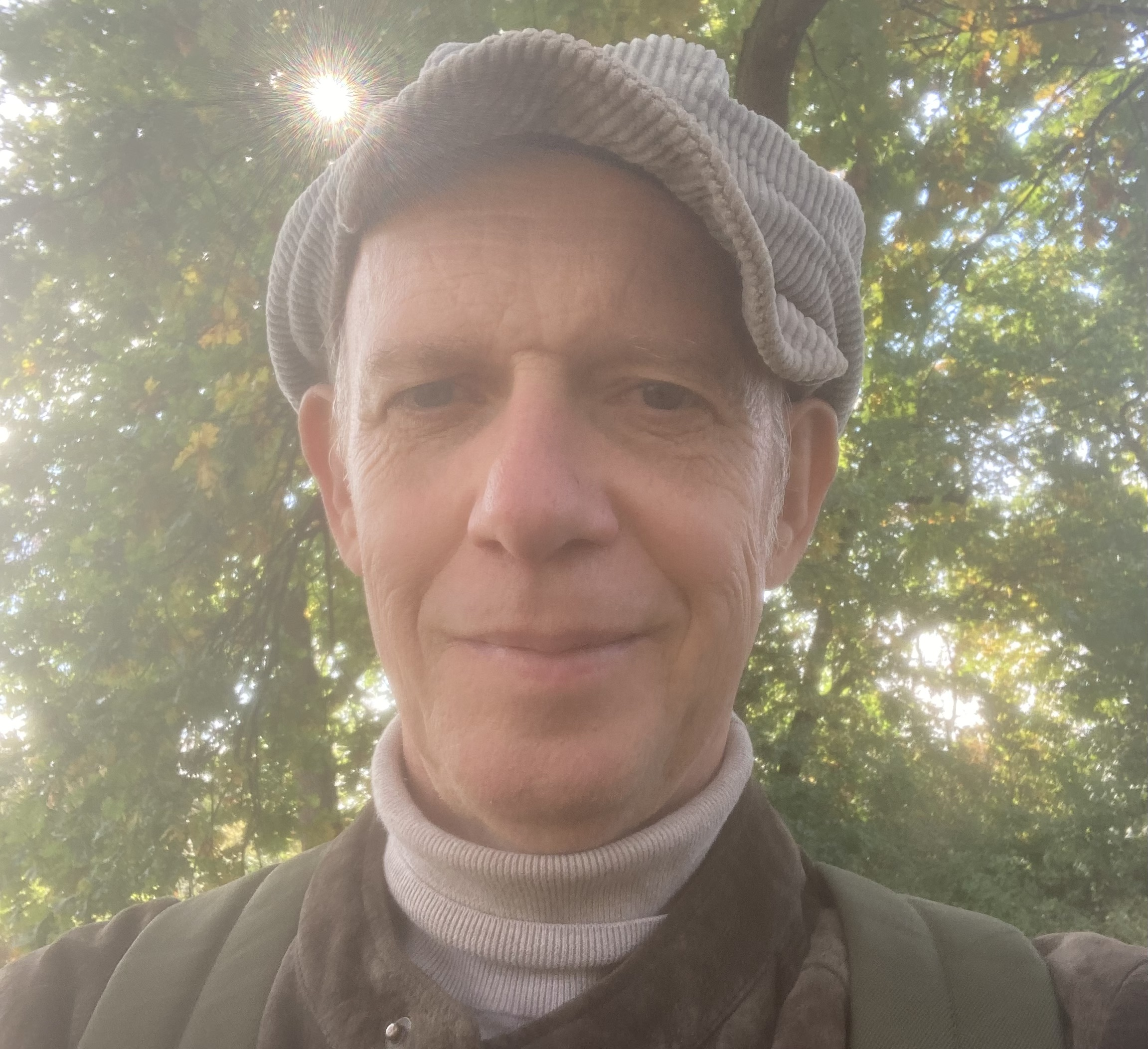
Andreas Jacke (Westend) 2024

Andreas Jacke (* 1966 in Rietberg, Ostwestfalen) ist ein deutscher Film- und Kulturwissenschaftler, Autor und Darsteller.

## Leben
Andreas Jacke, geboren 1966 in Ostwestfalen, studierte Filmwissenschaften und Philosophie an der FU Berlin, der TU Berlin und der Humboldt-Universität. Er wurde 2002 über Marilyn Monroe und die Psychoanalyse promoviert bei Gertrud Koch und dem Medientheoretiker Friedrich Kittler. Jacke ist Autor (Belletristik) und professioneller Kleindarsteller (vor allem in Werbefilmen), hat bisher jedoch hauptsächlich Werke im Bereich der Film- und Kulturwissenschaften publiziert.
Er schreibt Monografien im Kontext von Film, Psychoanalyse (Freud/Melanie Klein), Feminismus (Differenzfeminismus) und Philosophie (Poststrukturalismus, Frankfurter Schule), die häufig eine biografische Deutungsebene enthalten. Ein Schwerpunkt liegt dabei auf dem Schauspiel. Die Pop-Ikonen David Bowie, Marilyn Monroe und der Filmregisseur Rainer Werner Fassbinder wurden von ihm einer psychoanalytischen Deutung unterzogen. Viele seiner Publikationen sind jedoch auch durch die Philosophie von Jacques Derrida und auch der von Walter Benjamin geprägt. Ebenso werden Produktionshintergründe, literarische Vorlagen und Bezüge zur Filmgeschichte miteinbezogen. Mit seinen Studien über die James-Bond-Filme und die TV-Serie Sherlock hat Jacke zwei britische Serienhelden und ihre literarischen Wurzeln analysiert. Danach erfolgte eine Forcierung der feministischen Ausrichtung durch die Betrachtung der Arbeiten von vier Filmregisseurinnen und einer gendertheoretischen und psychoanalytischen Studie über die Geschlechterverhältnisse in der Populärkultur, die von der Dekonstruktion ausgeht.
Er schreibt außerdem regelmäßig Rezensionen, unter anderem für literaturkritik.de.
Jacke hatte mehrere Lehraufträge an der Hochschule Darmstadt und an der Filmarche in Berlin, er hält regelmäßig Vorträge an psychoanalytischen Instituten, in Filmseminaren, auf dem Mannheimer Filmsymposium, an der Urania (Berlin) und in Literaturhäusern. Er unterhält einen eigenen Videokanal.
Jacke ist verheiratet und hat einen Sohn. Er lebt in Berlin-Charlottenburg.

## Werke (Monografien)
- Marilyn Monroe und die Psychoanalyse. Psychosozial-Verlag, Gießen 2005, ISBN 978-3-89806-398-2, ISBN 3-89806-398-4
- Stanley Kubrick. Eine Deutung der Konzepte seiner Filme. Psychosozial-Verlag, Gießen 2009, ISBN 978-3-89806-856-7, ISBN 3-89806-856-0.
- Roman Polanski – Traumatische Seelenlandschaften. Psychosozial-Verlag, Gießen 2010, ISBN 978-3-8379-2037-6.
- David Bowie – Station to Station. Borderline-Motive eines Popstars. Psychosozial-Verlag, Gießen 2011, ISBN 978-3-8379-2078-9.
- Traumpassagen. Eine Filmtheorie mit Walter Benjamin. Verlag Königshausen & Neumann, Würzburg 2013, ISBN 978-3-8260-5046-6.
- Krisen-Rezeption oder was Sie schon immer über Lars von Trier wissen wollten, aber bisher Jacques Derrida nicht zu fragen wagten. Verlag Königshausen & Neumann, Würzburg 2014, ISBN 978-3826055379.
- »Mein Name ist Bond – James Bond«. Psychosozial-Verlag, Gießen 2015, ISBN 978-3-8379-2437-4.
- Mind Games – Über literarische, psychoanalytische und gendertheoretische Sendeinhalte bei A.C.Doyle und der BBC-Serie Sherlock. Verlag Springer VS, Wiesbaden 2017, ISBN 978-3-658-17474-3
- Das Melodram, die Sucht und die Liebe: Rainer Werner Fassbinder. Verlag Königshausen & Neumann, Würzburg 2019, ISBN 978-3-8260-6813-3.
- Écriture féminine im internationalen Film: Margarethe von Trotta, Claire Denis, Chantal Akerman und Sofia Coppola. Psychosozial-Verlag, Gießen 2022, ISBN 978-3837931495.
- Das Schau-Spiel der Geschlechterdifferenzen in der Populärkultur. Büchner-Verlag, Marburg 2024, ISBN 978-3-96317-393-6.
- Rezensionen für MEDIENwissenschaften von Andreas Jacke auf mediarep.org.